# Wola Potocka
Wola Potocka – wieś sołecka w Polsce położona w województwie lubelskim, w powiecie janowskim, w gminie Potok Wielki.
Wieś szlachecka położona była w drugiej połowie XVI wieku w powiecie urzędowskim województwa lubelskiego. W latach 1975–1998 miejscowość administracyjnie należała do województwa tarnobrzeskiego. Według Narodowego Spisu Powszechnego (III 2011 r.) wieś liczyła 317 mieszkańców.

## Historia
W wieku XIX Potocka Wola, wieś i kolonia, w powiecie janowskim, gminie i parafii Potok Wielki.
Stanowiła część dóbr Potok Wielki. Około 1887 r. rozparcelowano w niej obszar dworski.
Według spisu powszechnego z roku 1921 miejscowość Wola Potocka posiadała 37 domów i 213 mieszkańców